# 約翰·布魯頓
約翰·傑拉德·布魯頓（1947年5月18日—2024年2月6日），愛爾蘭政治家，爱尔兰统一党領袖（1990－2001年），曾任愛爾蘭財政部長（1981－1982年和1986－1987年），以及工業，貿易，商業和旅遊部長（1983－1986年），也擔任過愛爾蘭總理（1994－1997年）。
約翰·布魯頓於1969年首次當選为下議院議员，並一直連任至他在2004年退休為止。
2024年2月6日，布魯頓在都柏林逝世，享年76歲。